# Тессель (Кальвадос)
Тессе́ль (фр. Tessel) — коммуна во Франции, находится в регионе Нижняя Нормандия. Департамент коммуны — Кальвадос. Входит в состав кантона Тийи-сюр-Сёль. Округ коммуны — Кан.
Код INSEE коммуны — 14684.

## Население
Население коммуны на 2010 год составляло 221 человек.
| 1962 | 1968 | 1975 | 1982 | 1990 | 1999 | 2010 |
| ---- | ---- | ---- | ---- | ---- | ---- | ---- |
| 170  | 166  | 189  | 178  | 168  | 173  | 221  |

## Экономика
В 2010 году среди 147 человек трудоспособного возраста (15—64 лет) 106 были экономически активными, 41 — неактивными (показатель активности — 72,1 %, в 1999 году было 81,9 %). Из 106 активных жителей работали 99 человек (49 мужчин и 50 женщин), безработных было 7 (4 мужчины и 3 женщины). Среди 41 неактивных 16 человек были учениками или студентами, 15 — пенсионерами, 10 были неактивными по другим причинам.